# Václav Čep
Václav Čep (15. srpna 1894 Žlebské Chvalovice – 23. září 1938 Srbská) byl český voják, legionář a příslušník jednotek Stráže obrany státu (SOS).

## Život
Narodil se sice ve Žlebských Chvalovicích na Čáslavsku, ale mládi prožil v Prachovicích, kde později chodil do obecné školy a vyučil se na obuvníka. Jakmile vypukla první světová válka (1914), narukoval Čep do rakousko-uherské armády. Stal se členem 21. pěšího pluku z Čáslavi a odjel s ním na východní frontu. Během bojů padl 20. září 1915 u města Luck do ruského zajetí. Z něj se mu povedlo dostat k carské armádě, ve které byl zařazen do druhé roty 47. technické pracovní skupiny v Besarábii. Tam si 5. srpna 1916 podal přihlášku do československých legií. Jejich členem se ale stal až 7. července 1917 po bitvě u Zborova, kdy byl zařazen do 1. roty československého záložního praporu v Babrujsku. O jeden měsíc později se stal součástí 5. roty 1. střeleckého pluku a od posledního měsíce roku 1917 sloužil u telefonního oddílu. Jeho členem byl až do 27. května 1918, kdy u města Zlatoust vlak se štábem pluku přepadly bolševické jednotky. Čep byl spolu s dalšími 67 českými občany vězněn na několika místech Ruska, než byli převezeni do Moskvy, kde je bolševici donutili vstoupit do Rudé armády a následně je vyslali do bojů s donskými kozáky.
Jakmile se ukázala příležitost, přeběhl Čep spolu s dalšími sedmi spolubojovníky na protivníkovu stranu fronty a stali se součástí francouzské mise v Krasnodaru. Roku 1919 se odtud na lodi „Petrohrad“ dostal postupně přes Turecko, Řecko do Jugoslávie a odtud 26. května 1919 do Československa. Dne 9. srpna 1920 byl z legii demobilizován.
Poté nastoupil k finanční stráži. Ve funkci dozorce působil na Hlavním celním úřadě na chebském nádraží, odkud roku 1928 přešel coby respicient do Mýtiny u Chebu. Navíc zde mezi místními Němci poznal děvče, které si posléze vzal za manželku. V roce 1938 byl služebně přemístěn do obce Srbská na tehdejším česko-německé státní hranici, kde Čep sloužil coby inspektor finanční stráže na pozici přednosty celního úřadu. Když měl 23. září 1938 v srbské celnici službu, vešli do objektu dva českoslovenští Němci a ve chvíli, kdy se Čep věnoval kontrole jejich dokumentů kvůli celnímu odbavení, vytáhli oba příchozí pistole a střelili ho z bezprostřední blízkosti do spánku. O tři dny později (26. září) byl Čep pohřben na vojenském hřbitově v Ruprechticích. Na místě, kde stávala celnice a kde Čep přišel o život, stojí pomník upomínající na tuto událost.